# Habrotrocha bulbosa
Habrotrocha bulbosa är en hjuldjursart som beskrevs av Wulfert 1961. Habrotrocha bulbosa ingår i släktet Habrotrocha och familjen Habrotrochidae. Inga underarter finns listade i Catalogue of Life.